# Dee Dee Ramone
 (décembre 2023).
Pour les articles homonymes, voir Ramone (homonymie).
Dee Dee Ramone, né Douglas Glenn Colvin le 18 septembre 1951 à Fort Lee (en), en Virginie, et mort le 5 juin 2002 à Los Angeles, est un musicien américain, membre du groupe Ramones.
Membre fondateur du groupe, il a été le bassiste et le compositeur de plus de la moitié de leurs chansons.

## Biographie

### Enfance
Né aux États-Unis, à Fort Lee (en) (Virginie), aîné d'une famille de deux enfants, il passe une enfance itinérante en Allemagne, suivant son père militaire de base en base américaine au gré de ses affectations. Sa mère est alcoolique et a 20 ans de moins que son père.
Il grandit d'abord à Munich puis à Pirmasens où il découvre le rock en lisant des magazines. Ses parents partent ensuite vivre à Berlin. Il collectionne alors les insignes nazis.

### The Ramones
De retour à New York au début des années 1970 avec sa mère et sa sœur Beverly, il se lie d'amitié avec Jeff Hyman et John Cummings. Ils trainent ensemble, se décident à former un groupe en 1974 : les Ramones, malgré leur total manque de connaissances en technique musicale, et prenant chacun le pseudonyme de Ramone.
Il a été l'auteur de la plupart des chansons du groupe, puisant son inspiration dans ses expériences passées.

### L'après Ramones

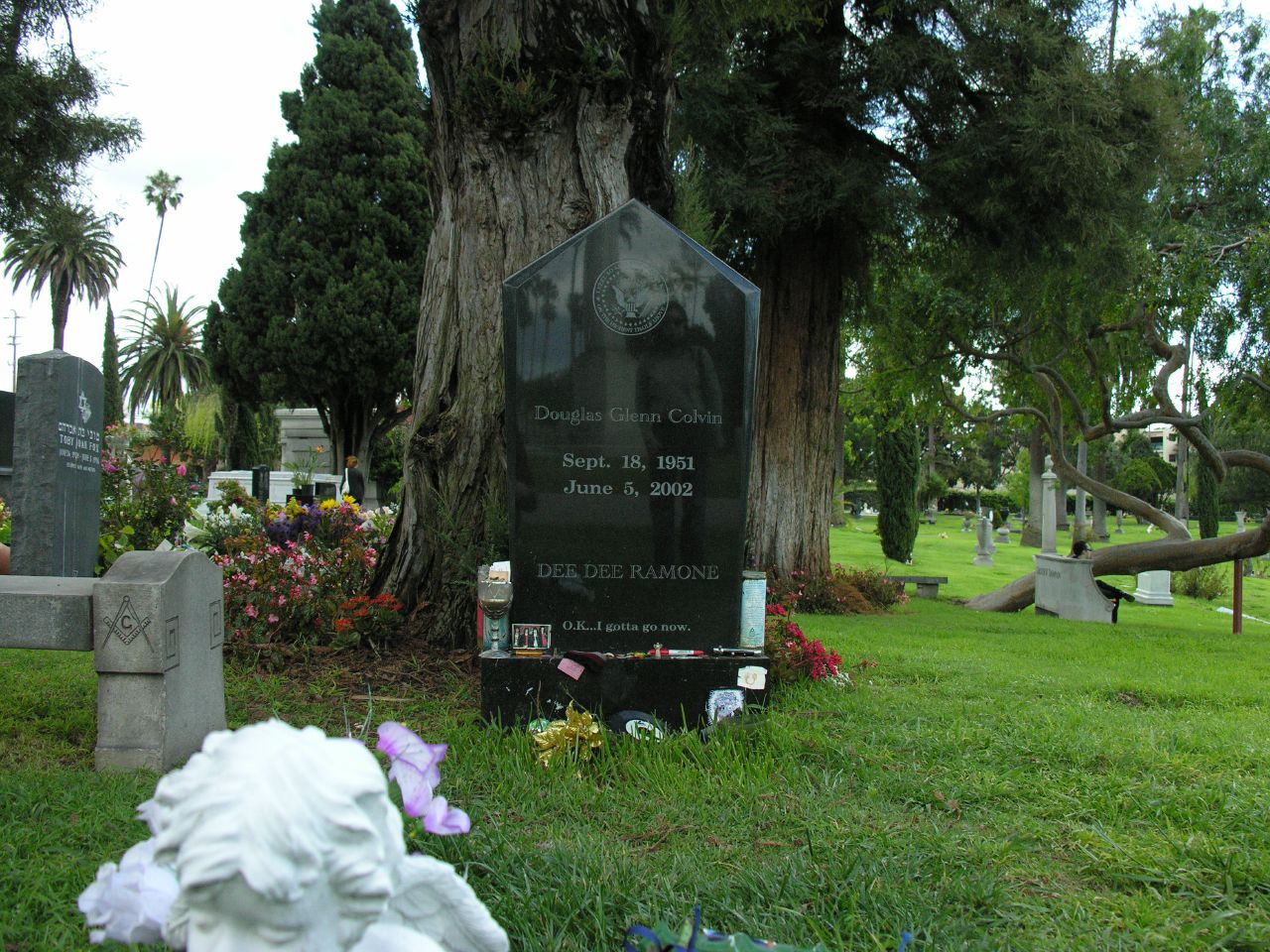
Tombe de DeeDee Ramone au cimetière de Hollywood.

Il quitte le groupe en 1989 épuisé physiquement et moralement par des années d'excès (drogue, alcool). Il réalise quelques albums solo dont un album ayant un style hip-hop sous le pseudonyme de Dee Dee King qui est très mal reçu autant par les fans que par les critiques. Un album créatif, où apparait la première version de la chanson The Crusher qui apparaîtra sur le dernier album studio des Ramones, Adios Amigos. Il fonde les Chinese Dragons en 1992 suivi par ICLC en 1994 avec qui il réalise le EP I Hate Freaks Like You. Puis Dee Dee Ramone fonde The Ramainz (en), un groupe hommage aux Ramones avec Marky Ramone, C.J. Ramone et Barbara la femme de Dee Dee. Il continua sa carrière solo avec Daniel Rey, Barbara Zampini et Marky Ramone et sort Zonked, en 1997, puis Hop Around et Greatest and Latest, en 2000, sur lesquels il a travaillé avec le guitariste de légende Chris Spedding.
Il a collaboré avec de nombreux artistes : en 1991 avec GG Allin, en 1995 et 1996 avec Nina Hagen et Youth Gone Mad en 2000
Greatest and Latest,  sorti en 2000, contient reprises et morceaux originaux dans le style des Ramones. Il a également écrit Lobotomy: Surviving the Ramones, son autobiographie, publiée en 2000 et parue en France, traduite par Virginie Despentes, sous le titre Mort aux Ramones.

### Décès
Dee Dee Ramone a toujours été la force brute du groupe. Ses chansons ont souvent reflété la violence de sa vie, toujours avec beaucoup d'humour et d'ironie. Curieusement, sa mort par overdose a surpris nombre de ses connaissances qui le pensaient définitivement éloigné de la drogue. Il meurt le 5 juin 2002.
Il est enterré au Hollywood Forever Cemetery à Los Angeles.

## Filmographie
- 2002 : Bikini Bandits de Steve Grasse : Le pape Ramone

## Dans la culture populaire
Le nom de Dee Dee Ramone a inspiré à Marc du Pontavice et Olivier Jean-Marie le personnage de Dee Dee le cafard orange glouton pour le dessin animé Oggy et les Cafards, comme pour Joey Ramone et Marky Ramone.